# Кауч, Эмиль Фридрих
Эмиль Фридрих Кауч (нем. Emil Friedrich Kautzsch; 4 сентября 1841[…], Плауэн, Германский союз — 7 мая 1910[…], Галле, Пруссия) — протестантский богослов.
Профессор богословия в Базеле, Тюбингене и Галле. В сочинении «Die Echtheit der moabitischen Altertümer» (Страсбург, 1876) Кауч доказывает поддельность моавитских плиток, скупленных в 1872 прусским правительством. Главные труды Кауча, кроме переработки «Hebräische Grammatik» Гезениуса (25 изд. Лпц., 1889; особенно широко переработан синтаксис): «Uebungsbuch zu Gesenius' Hebräischer Grammatik» (4 изд., Лпц, 1893); «Grammatik des Biblisch-Aramäischen» (Лейпциг, 1884); «Die Genesis mit äusserer Unterscheidung der Quellenschriften übersetzt» (Фрайбург, 1888; 2 изд. 1891 — в сотрудничестве с Социном) и особенно «Die Heilige Schrift des Alten Testaments in Verbindung mit andern Gelehrten übersetzt» (там же, 1890 и сл.).
Кауч также принимал участие в редакции следующих работ:
- 8-е издание Германа Шольца — Abriss der Hebräischen Laut- und Formenlehre, (1899)
- 10-е и 11-е издания Карла Гагенбаха — Encykloädie und Methodologie, (1880—1884)
- С 22-е по 28-е издания Гесениуса (Wilhelm Gesenius) — Hebräische Grammatik (последнее издание которого было опубликовано в 1909 г.)[3]

Отец историка средневекового искусства Рудольфа Кауча (1868—1945).